# Balistapus undulatus
Balistapus undulatus — вид риб родини Спинорогових (Balistidae).

## Назва
В англійській мові має назву «жовтосмугова риба-курок» (англ. Orange-lined triggerfish).

## Галерея

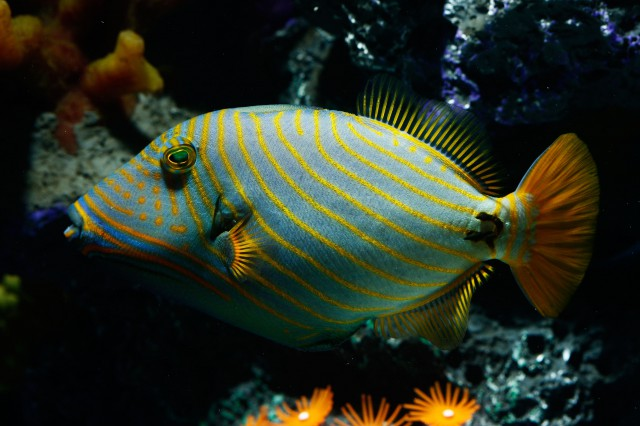
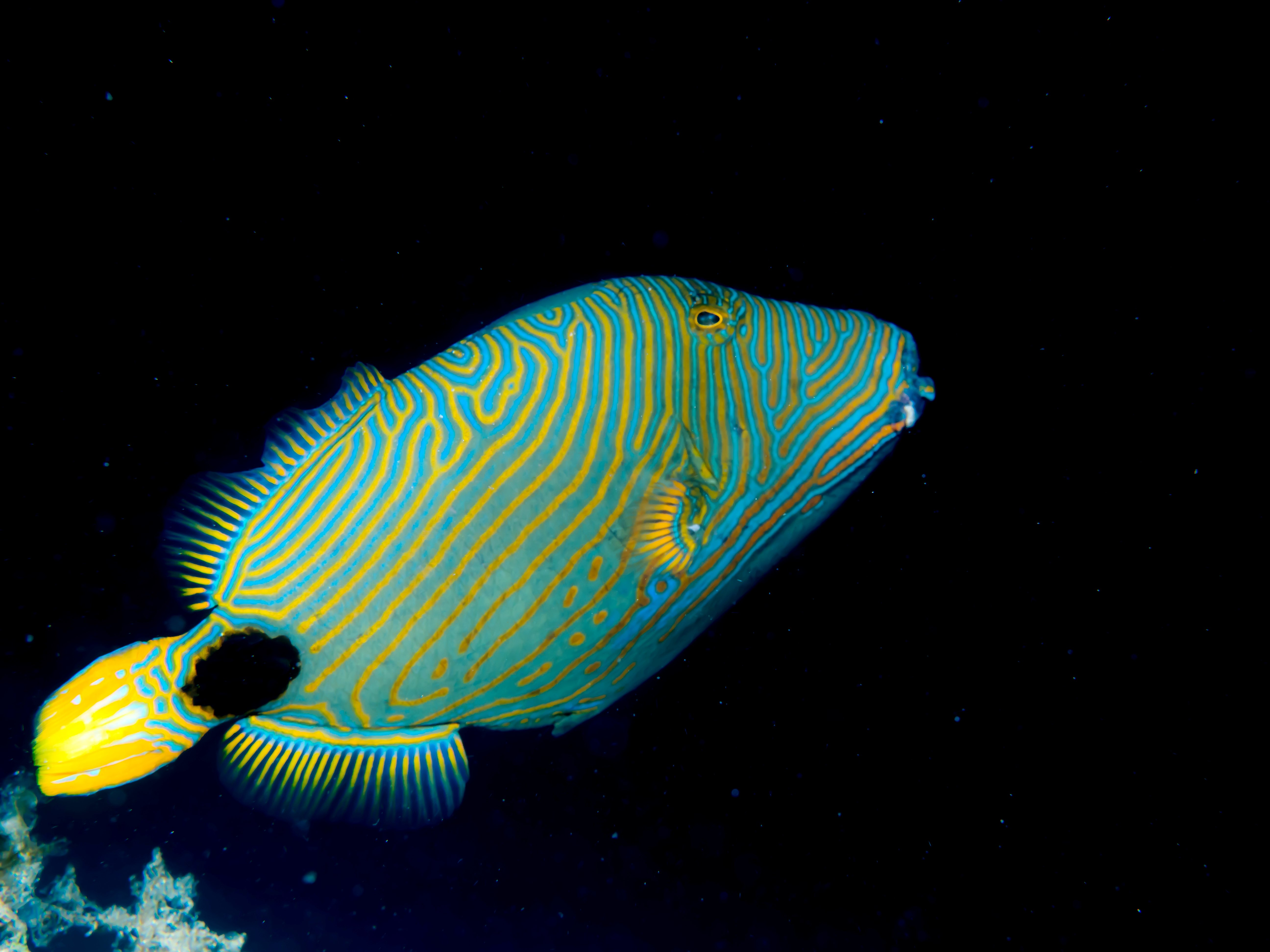

## Опис
Риба до 30 см завдовжки. Зелена з оранжовими хвилястими лініями. Самиці з лінією на морді. Живиться рибою, коралами, водоростями та безхребетними. Викопує собі гнізда з піску та каміння.

## Поширення та середовище існування
Живе у багатих на коралові рифи територіях та затоках на глибині від 1 до 50 м. Від Червоного моря на заході до Французької Полінезії на сході, Південної Африки на півдні та Південної Японії на півночі.